# Гатець (Березинський район)
Гатець (біл. вёска Гатец) — село в складі Березинського району Мінської області, Білорусь. Село підпорядковане Погостівській сільській раді, розташоване в східній частині області.